# Editora independente
Editora independente é uma editora sem vínculo com grupos de investidores ou grandes grupos econômicos e empresariais. Também são comuns os termos "editora pequena" ou "editora indie".
O termo "editora independente" não deve ser confundido com autopublicação ou com editoras que publicam livros financiados pelos autores (as editoras que atuam exclusivamente desta forma costumam ser chamadas pelo termo pejorativo de "vanity press" - "editora da vaidade", em tradução livre).
Nos Estados Unidos, a definição de "small press" é destinada a editoras cujas vendas anuais estejam abaixo de US$ 50 milhões ou que publiquem no máximo 10 títulos por ano. No Brasil e em Portugal, contudo, não há uma relação direta entre faturamento e número de livros com o conceito de "editora independente".
No Brasil, as principais associações relacionadas às editoras independentes são a Liga Brasileira de Editoras (entidade criada em 1º de agosto de 2002 como uma rede de editoras independentes voltada à realização de eventos - como a Primavera Literária - e ao estímulo à bibliodiversidade) e a Coesão Independente (grupo informal de editoras de pequeno e médio porte voltado ao desenvolvimento de estratégias comerciais e troca de experiências).